# 4U 0142+61
4U 0142 61 è una magnetar posta ad una distanza di 13.000 anni luce circa dalla Terra, situata nella costellazione di Cassiopea. Una magnetar è un tipo di stella di neutroni con un intenso campo magnetico, che genera una forte emissione di raggi X.
In un articolo pubblicato su Nature il 6 aprile 2006, Deepto Chakrabarty et al. del Massachusetts Institute of Technology annunciarono la scoperta di un disco circumstellare attorno alla pulsar. Questo dimostrerebbe che i pianeti attorno alle pulsar siano comuni. Il disco di detriti potrebbe essere composto principalmente da elementi pesanti. La stella che ha originato la pulsar, una quindicina di volte più massiccia del Sole, sopravvisse una decina di milioni di anni, ed esplose in supernova circa 100.000 anni fa. Osservazioni con il telescopio spaziale Spitzer hanno rilevato la presenza di un disco orbitante a circa 1,6 milioni di chilometri dalla pulsar e probabilmente contenente la materia di circa 10 masse terrestri.
Il disco è formato dal materiale espulso dalla supernova, e si ritiene che in futuro la materia che lo compone potrebbe condensarsi per formare dei pianeti: è la prima volta che un disco protoplanetario viene rilevato attorno a una stella esplosa in supernova. Il disco potrebbe rappresentare il primo passo nella formazione di un nuovo ed esotico tipo di sistema planetario. A differenza dei sistemi noti attorno a stelle di sequenza principale, questi pianeti dovrebbero essere luoghi molto più inospitali per la formazione della vita, data l'intensa radiazione che ricevono dalla stella di neutroni.